# Erik Hamrén
Erik Hamrén (ur. 27 czerwca 1957 w Ljusdal) – szwedzki trener i piłkarz. 
Zanim zaczął karierę trenerską, grał w piłkę w swoim lokalnym klubie Ljusdal IF.

## Sukcesy

### Klubowe
AIK (trener)
- Svenska Cupen: 1995-1996, 1996-1997

Örgryte IS (trener)
- Svenska Cupen: 1999-2000

AaB Fodbold (trener)
- Superligaen: 2007/2008

Rosenborg BK (trener)
- Tippeligaen: 2009, 2010

### Indywidualne
- Menedżer roku w Danii: 2008
- Menedżer roku w Norwegii: 2009